# Francisco Xavier Marques
Francisco Xavier Marques (* 11. August 1962 in Abani, Oe-Cusse Ambeno, Portugiesisch-Timor; † 2. Januar 2022 in Pante Macassar, Oe-Cusse Ambeno, Osttimor) war ein leitender Beamter aus Osttimor.

## Werdegang
Marques wurde im äußersten Süden von Oe-Cusse Ambeno als Sohn von António Marques und Berta Bene geboren. Francisco war der älteste von drei Söhnen und sechs Töchtern. Von 1969 an besuchte er die Grundschule in Passabe und zwischen 1970 und 1972 die katholische Schule in Haemnanu. Von 1972 bis 1973 folgte der Besuch des Colégio São José Oe-Cusse. Von 1976 bis 1979 besuchte Marques dann die Prä-Sekundarschule und von 1980 bis 1984 das Priesterseminar in Laleia bei Atambua. Mit einem Stipendium folgte ein Studium am Institut für Staatswissenschaften in Jakarta. Von 1985 bis 1989 erhielt Marques ein weiteres Stipendium von der indonesischen Provinzregierung von Timor Timur, um seine Studien an der Akademie  Pemerintahan Dalam Negri in Kupang weiterzuführen.
Nach Abschluss des Studiums wurde er Beamter in Kupang. 1991 wurde Marques zum Administrator des Subdistrikts Ambeno ernannt. Von 1998 bis 1999 hatte er dieselbe Position in Oesilo, bevor er wieder als Administrator nach Ambeno wechselte. Nach der Verkündung des Unabhängigkeitsreferendums 1999 floh Marques nicht vor den pro-indonesischen Milizen und ihrer letzten Gewaltwelle nach Indonesien, sondern mobilisierte die Jugend, um die Bevölkerung in die Berge zu evakuieren.
Nach Abzug der Indonesier arbeitete Marques von Oktober 1999 bis 2000 für das UNHCR und ab 2001 als Field Officer bei der UNMIT. Im unabhängigen Osttimor wurde er Distriktadministrator von Oe-Cusse Ambeno. Er hatte das Amt fünf Jahre bis 2007 inne. Danach arbeitete er bis 2013 als Beamter im osttimoresischen Ministerium für Staatsadministration. Von 2010 bis 2012 erhielt Marques ein Stipendium für einen Master-Studienlehrgang in Yogyakarta für Staatswissenschaften, den er erfolgreich abschloss.
2015 wurde Marques zum Generalinspektor für Oe-Cusse ernannt und noch im selben Jahr zum Regionalsekretär für Verwaltungsangelegenheiten. Die Amtszeit endete im Oktober 2020. Bis zu seinem Tod war er Administrator der Gesellschaft für Wirtschaftsentwicklung der Sonderzone für soziale Marktwirtschaft (tetum Zona Espesial Ekonomiko Sosial no Merkadu, ZEESM).
Marques verstarb am Morgen des 2. Januars um 6:15 Uhr im Hospital Referál Oe-Cusse (HRO). Er litt am Guillain-Barré-Syndrom. Er hinterlässt seine Frau, mit der er zwei Söhne und eine Tochter hatte.

## Politische Mitgliedschaften
In seiner Studienzeit war Marques Mitglied der IMPETU (Ikatan Mahasiswa Pelajar Timor-Timur), der staatlichen indonesisch-osttimoresischen Studentenorganisation, die von der osttimoresischen studentischen Widerstandsbewegung RENETIL in den 1990er Jahren erfolgreich unterwandert wurde.
Er war Mitglied der Forsa-REPETIL (Forum Sarjana Pro-Referendum dan Pembangunan Timor-Lorasa'e), das sich für ein Unabhängigkeitsreferendum Osttimors von Indonesien einsetzte und Mitglied der FRETILIN. Hier war er Mitglied des regionalen politischen Komitees der Partei.